# 城巴91A線
城巴91A線是香港南區的一條巴士路線，來往鴨脷洲邨及華富（南），祇在星期一至五上課日上午提供服務。

## 歷史
- 1986年9月14日，投入服務，初時由中巴營辦，當時袛於假日提供服務。
- 1998年9月1日，中巴專營權期滿，新巴接辦本線。
- 1999年3月24日，本線利用行走95B線的巴士，在日間非繁忙時間95B停開的時段調到本線，因此出現平日繁忙時間停開的現象。
- 2010年7月15日，改為袛於上課日星期一至五早上提供服務，由於正值學校暑假期間，當日起暫停服務直至2010年9月1日新學年開學才提供服務，其餘時間以新巴95/595線及城巴48線/新巴94A線之八達通轉乘優惠取代。
- 2018年4月30日：增設實時抵站時間查詢服務。
- 2023年7月1日：因應城巴新巴專營權合併，本線改由城巴經營。

## 服務時間及班次
- 星期一至五上課日：
  - 鴨脷洲邨開：07:10、07:20
  - 華富（南）開：07:10、07:30

星期六、日、公眾假期及學校假期不設服務

## 收費
全程：$4.0
| - 本線設有12歲以下小童及65歲或以上長者半價優惠。 - 65歲或以上香港居民使用「樂悠咭」，以及12歲以下合資格殘疾兒童使用「殘疾人士身份」個人八達通繳付車資，均可享有每程$2.0或半價（以較低者為準）的票價優惠；12至64歲合資格殘疾人士使用「殘疾人士身份」個人八達通（包括「樂悠咭」），以及60至64歲香港居民使用「樂悠咭」繳付車資，均可享有每程$2.0或全費（以較低者為準）的票價優惠。 - 65歲或以上長者如使用長者或一般個人八達通繳付車資，則只可享有半價優惠；12至64歲合資格殘疾人士如不使用「殘疾人士身份」個人八達通，以及60至64歲人士如不使用「樂悠咭」繳付車資，必須繳付全費。 - 乘客可以現金或八達通於上車時付款，不設找續。 - 每位成人乘客可免費攜帶最多兩名4歲以下而不佔座位的兒童乘客乘車，超額之4歲以下小童必須繳付小童車費乘車。 - 九龍巴士、城巴及龍運巴士全職員工及家屬（不包括外判職員）可免費乘搭本路線，惟必須拍職員或職員家屬八達通。 - 乘客亦可使用AlipayHK「易乘碼」、支付寶、WeChatHK／微信支付「搭車碼」、銀聯雲閃付「乘車碼」及BOC Pay「乘車碼」、具有感應式支付功能的VISA、Mastercard及銀聯卡，以及Apple Pay、Google Pay及Samsung Pay流動支付平台繳付車資。使用此支付方式的乘客可享有中途下車之分段收費，以及與其他城巴獨營路線或聯營線城巴班次之轉乘優惠，惟不適用於與非城巴路線之轉乘優惠。乘客亦不能享有「公共交通費用補貼計劃」及「長者及合資格殘疾人士公共交通票價優惠計劃」。 |

## 使用車輛
本線由595線抽調車輛行走，主要車型為亞歷山大丹尼士Enviro 500(MMC)（40/55**）或丹尼士三叉戟12米（12XX）。

## 行車路線
鴨脷洲邨開經：鴨脷洲橋道、香港仔海旁道、石排灣道、域多利道、華康街、華景街及華富道。 
華富（南）開經：華富道、石排灣道、香港仔海旁道、香港仔大道及鴨脷洲橋道。

### 沿線車站

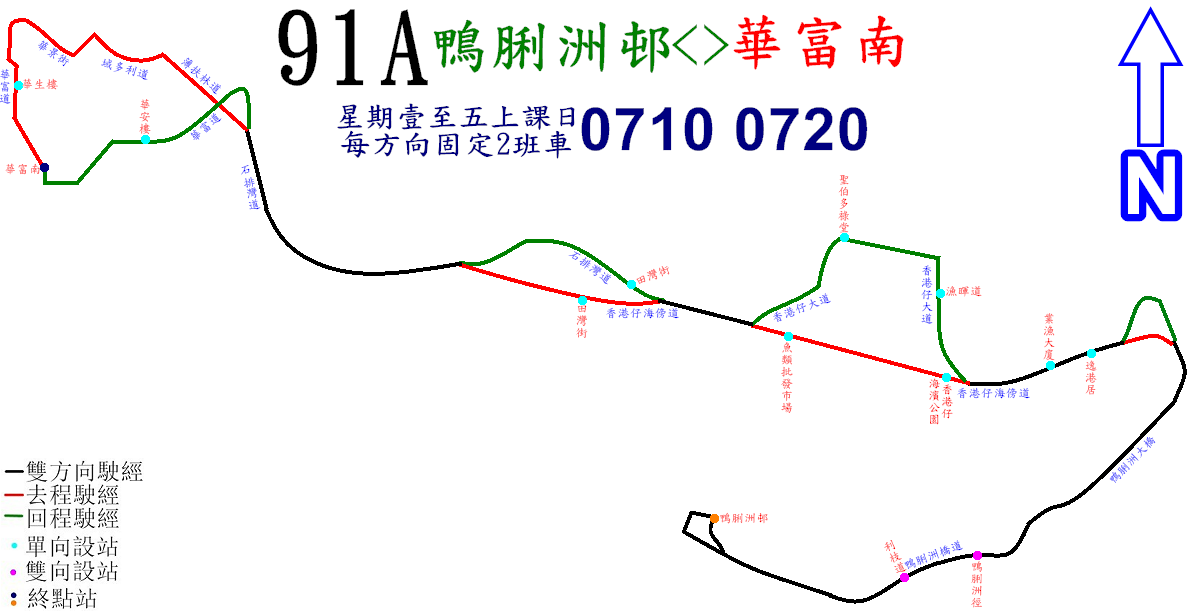
91A線的走線圖

| 鴨脷洲邨開 | 鴨脷洲邨開         | 鴨脷洲邨開         | 華富（南）開 | 華富（南）開 | 華富（南）開       |
| 序號       | 車站名稱           | 位置               | 序號         | 車站名稱     | 位置               |
| ---------- | ------------------ | ------------------ | ------------ | ------------ | ------------------ |
| 1          | 鴨脷洲邨           | 鴨脷洲邨巴士總站   | 1            | 華富（南）   | 華富（南）巴士總站 |
| 2          | 利枝道             | 鴨脷洲橋道         | 2            | 華富邨華安樓 | 華富道             |
| 3          | 鴨脷洲徑           | 鴨脷洲橋道         | 3            | 田灣街       | 石排灣道           |
| 4          | 逸港居             | 香港仔海旁道       | 4            | 聖伯多祿堂   | 香港仔大道         |
| 5          | 香港仔海濱公園     | 香港仔海旁道       | 5            | 漁暉道       | 香港仔大道         |
| 6          | 香港仔魚類批發市場 | 香港仔海旁道       | 6            | 業漁大廈     | 香港仔大道         |
| 7          | 田灣街             | 香港仔海旁道       | 7            | 鴨脷洲徑     | 鴨脷洲橋道         |
| 8          | 華富邨華生樓       | 華富道             | 8            | 利枝道       | 鴨脷洲橋道         |
| 9          | 華富（南）         | 華富（南）巴士總站 | 9            | 鴨脷洲邨     | 鴨脷洲邨巴士總站   |